# روکوایلر
روکوایلر (به آلمانی: Rückweiler) یک شهر در آلمان است که در بیرکنفلد واقع شده‌است. روکوایلر ۴۳۴ نفر جمعیت دارد.